# Oléac-Dessus
Oléac-Dessus település Franciaországban, Hautes-Pyrénées megyében. Lakosainak száma 112 fő (2022. január 1.). Oléac-Dessus Tournay, Luc, Oueilloux és Poumarous községekkel határos.

## Népesség
A település népességének változása:
| Lakosok száma | 117  | 131  | 127  | 120  | 114  | 114  | 113  | 112  | 112  |
|               | 2013 | 2015 | 2016 | 2017 | 2018 | 2019 | 2020 | 2021 | 2022 |